# Mingombé
Mingombé est un village qui fait partie du département du Boumba-et-Ngoko, situé dans la région de l’Est de la république du Cameroun.

## Population
Selon le recensement réalisé en 2005, le village comptait 258 habitants, dont 137 femmes et 121 hommes. 